# Майк Тайсън
Майкъл Джералд Тайсън (на английски: Michael Gerald Tyson) (известен също като Майкъл Абдул Азиз) е американски боксьор, който е роден на 30 юни 1966 г. в Бруклин Ню Йорк. С 88% победи с нокаут той е класиран на 16-то място в списъка на 100-те най-големи удрячи за всички времена на списание The Ring и на първо място в списъка на ESPN за „Най-трудните удрящи в историята на тежката категория“. Sky Sports го описва като „може би най-свирепия боец, стъпил на професионален ринг“. Той е въведен в Международната боксова зала на славата и Световната боксова зала на славата.
По време на престоя си в затвора (1992 – 1995) приема исляма и носи арабското име Малик Абдул Азиз. Тайсън е веган.
В своята книга „Неоспоримата истина“ Майк Тайсън казва, че като дете той е бил просто един уличен хлапак от Бруклин, който се опитвал със своите чернокожи приятели (в Бруклин тогава преобладават) да извърши някоя кражба, грабеж, за да може да изкара някой долар, а най-често след това ги изпивали с приятели. „Кажете ми марка, няма такава, която да не сме пили“. Така казва Тайсън в „Неоспоримата истина“. На 12-годишна възраст Майк вече има 38 задържания и го пращат в дом за проблемни деца, възпитателно училище. Там той се запалва по бокса. „Децата там идваха от едно място окървавени, посинени и със счупени ребра, това място беше там, където се провеждаха спортните занимания по бокс, в самия поправителен дом“. Майк Тайсън казва, че лицата на тези, които се връщали от тренировка, били разтоварени и усмихнати, въпреки болката. Така решил да се запише в програмата на поправителното училище за спортни занимания. Вдъхновение в началната му боксова кариера бил Мохамед Али – най-великият за всички времена. Али посещавал училището за проблемни деца, а когато бил вътре, всички му се възхищавали, това искал и Майк. „Исках хората да ми се възхищават и да ме помнят с нещо голямо“ пак казва Тайсън в „Неоспоримата истина“. Майк бил надарен с животинска сила и на 13 години вече тежал 90 килограма. Бил много мощен. Затова бързо го препоръчали на треньор, който може да усъвършенства професионално таланта му.

## Първи стъпки в бокса
С течение на времето Стюарт осъзнал, че ученикът му се нуждае от квалифициран специалист и го представил на легендарния треньор и мениджър Къс Д'Амато (треньор на двама световни шампиона – супертежкия Флойд Патерсън и полутежкия Хосе Торес). Не след дълго Майк се пренесъл в неговия дом и заживял там, а след смъртта на майка му Д'Амато станал негов официален опекун. На 15 години Тайсън започнал аматьорска кариера. През 1984 г. бил кандидат за олимпийския отбор на САЩ, но на олимпиада така и не попаднал. Там отишъл Хенри Тилман и впоследствие станал олимпийски шампион (по-късно, като професионалист, Тайсън взима реванш срещу него с нокаут в 1-вия рунд).

## Професионалист
През 1985 г. Тайсън провел първия си професионален мач. При Къс Д’Амато бил гледал голямо количество видеозаписи на стари боксови срещи и под впечатлението на видяното избрал за себе си необичаен имидж – излизал на ринга без музика, без халат, в обикновени бели шорти и с обути на бос крак кецове. Първият му съперник, Хектор Мерседес, бил повален в началния рунд. През тази първа година на професионалния ринг Тайсън провел общо 15 боя и спечелил всички преди финалния гонг. Специалистите започнали да говорят, че Къс е успял да създаде идеалния супертежък, който задължително щял да стане световен шампион. Това обаче Д’Амато не доживял: през ноември 1985 г. 77-годишният треньор умира.
След смъртта на Д'Амато, която Майк приема тежко, негов боксов наставник става Кевина Руни, с който продължил пътя си към върха. Последвали победи срещу Джеймс Тилис, Митч Грийн, Марвин Фрейзър (син на Джо Фрейзър). На 22 ноември 1986 г., на двадесет години, Тайсън спечелил шампионския пояс на версията WBC с нокаут във втория рунд срещу ямайско-канадския си опонент Тревор Бербик и с това се превърнал в най-младия световен шампион по бокс в тежка категория.
Няколко месеца по-късно се състояла срещата с шампиона на версия WBA – Джеймс „Костотрошача“ Смит. Мачът се оказал труден за Тайсън (по-високият и тежък Смит постоянно го задържал с ръце и не му позволявал да нанася чисти удари), но въпреки това Майк спечелил по точки. Именно тази среща била гледана многократно от Ивендър Холифийлд, когато се готвел за боя им през 1996 г., защото в нея станали видни някои недостатъци в техниката на „Динозавъра“. Следващият му съперник бил бившият световен шампион Пинклон Томас, който бил нокаутиран в шестия рунд.

## Абсолютен световен шампион
На 1 август 1987 г. се състоял двубой с Тони Тъкар, който е шампион на IBF. Мачът протекъл с променлив успех и за двете страни, но в крайна сметка Тайсън спечелил с единодушно решение на съдиите и станал абсолютен световен шампион в супертежка категория (WBC, WBA, IBF). През следващите две години били проведени шест боя: победа над Тайрел Бигс, над екс-световния шампион Лари Холмс, над Тони Тъбс и Майкъл Спинкс (Спинкс бил премазан за секунди), над бъдещия световен шампион Франк Бруно, а също така и над Карл Уилямс.
По това време Майк се оженил за начинаещата актриса Робин Гивънс, която оказала крайно негативно влияние върху боксовата му кариера. Последвалите бурни скандали и публични унижения се отразили зле върху психиката на шампиона. Тайсън занемарил тренировките и впоследствие разпуснал стария си екип, състоящ се от треньори и мениджъри, които работели с него от времето на Къс Д'Амато, и се свързал със скандално известния Дон Кинг. През 1988 г. Тайсън получил сътресение на мозъка – автомобилът му се блъснал в дърво. Една от версиите е, че това било опит за самоубийство. На 30 септември 1988 г., в интервю за национална телевизия, Гивънс споделила, че Тайсън е депресиран маниак. „Страхувам се от него“, казала красавицата в присъствието Майк, който седял кротко до нея. На 2 октомври 1988 г. полицаи нахлули в къщата на Тайсън. Боксьорът чупил и изхвърлял покъщнина и принудил Гивънс и нейната майка да се изнесат. Няколко дена по-късно Гивънс поискала развод и на 14 февруари 1989 г. двамата се развели в Доминиканската република.
През февруари 1990 г. Тайсън пристигнал в Япония, където трябвало да защити титлата си срещу Джейм Дъглас, който бил считан от всички за боксьор втора ръка. Малко хора се съмнявали в победата на Майк и залаганията били в негова полза. Но мачът се оказал сензация в боксовите среди и абсолютният аутсайдер Дъглас успял да нокаутира шампиона в десетия рунд. Така след загубата Майк се оказал в ролята на претендент. Същата 90-а година той провел още два боя и ги спечелил с нокаути в първия рунд, а през 1991 г. удържал две трудни победи над канадеца Донован Ръдок, който му оказал сериозен отпор.
През лятото на 1991 г. в живота на Тайсън се случил още един епизод, който корено променил неговата съдба. Майк посетил конкурса за красота „Мис Черна Америка“, където се запознал с една от участничките – Дезире Уошингтън. Първоначално мис Уошингтън благосклонно приела ухажванията на екс-шампиона, но впоследствие заявила, че Тайсън я е изнасилил. В процеса съдът взел страната на потърпевшата и Майк бил осъден на шест години затвор. Той излязъл предсрочно на свобода през март 1995 г.
Първия си бой след излизането от затвора провел на 19 август 1995 г. срещу Питър Макнийли. Мачът приключил за 89 секунди. През март 1996 г. Майк побеждава в третия рунд шампиона на WBC Франк Бруно, а на 7 септември 1996 г. сломява за две минути съпротивата на Брус Шелдън, който е шампион във версия WBA.

## Тайсън – Холифийлд
На 9 ноември 1996 г. се състоял дългоочакваният бой между Майк Тайсън и Ивендър Холифийлд. Фаворит бил Тайсън, но напук на прогнозите Холифийлд успял да изненада всички специалисти, като удържал трудна, но безспорна победа. Първите пет рунда протекли с променлив успех, в шестия Тайсън паднал в нокдаун, а в деветия преимуществото на Холифийлд станало явно. В десетия рунд Майк по чудо се държал на краката си, а в единадесетия реферът прекратил мача.
Реваншът между двамата бил няколко месеца по-късно, на 28 юни 1997 г. Битката се очаквала с небивал интерес от страна на зрителите, които станали свидетели на нещо невиждано дотогава. Съвършено неочаквано: в третия рунд Майк, разярен от това, че Холифийлд на няколко пъти го е ударил с глава, отхапал част от ухото му. Реферът повикал лекар, който прегледал раната и заявил, че мачът може да продължи. На Майк били отнети няколко точки и срещата била подновена. След малко обаче „Динозавъра“ отново захапал ухото на Холифийлд и бил дисквалифициран.
През януари 1999 г., Тайсън спечелил с нокаут в петия рунд срещу Ф. Бота. Следващата среща била проведена през октомври 1999 г. срещу Орлин Норис. Този мач завършил без обявяване на резултата, понеже Норис не могъл да стане от ъгъла си, след като Майк му нанесъл удар след сигнала, който прекратявал рунда. След този бой последвали бързи победи над Джулиъс Френсисис, Лу Саварезе и Анджей Голота (резултатът от тази среща бил анулиран, след като в кръвта на Тайсън открили следи от марихуана). През 2001 г. спечелен с технически нокаут в седмия рунд срещу датчанина Браян Нилсен.
Следващият съперник на Тайсън станал абсолютният световен шампион Ленъкс Луис. Сблъсъкът се състоял на 8 юни 2002 г. в Мемфис. Журналистите, които присъствали на тренировката на Майк преди боя, отбелязали, че се намира в добра форма. Предпочитания към него оказали и букмейкърите, които виждали в него фаворит. Първият рунд бил равностоен, но след това нещата рязко се променили. Луис нанасял десетки удари, а „Железния“ едва на няколко пъти успял го достигне с юмруци. Развръзката настъпила в осмия рунд, когато Тайсън получил тежък удар и бил нокаутиран. На последвалата пресконференция той изразил радостта си, че въобще е оживял след поражението.
Следващата среща на Тайсън била през март 2003 г. срещу считания по това време за перспективен боксьор Клифърд Етиен. Всичко продължило едва 49 секунди, понеже Етиен не могъл (или не поискал) да продължи след първия по-сериозен удар на Майк. На 31 юли 2004 г. Тайсън излязъл на ринга срещу британеца Дани Уилямс. Първият рунд се превърнал в един от най-добрите рундове на Майк за последните няколко години, но след това настъпил обрат. „Динозавъра“ започнал да пропуска удари и по собствена инициатива влизал в клинчове, а в четвъртия рунд, след една тежка серия на Уилямс, се намерил на пода. Оправдание за това неочаквано поражение последвало незабавно: обяснило се, че в първия рунд Майк бил получил сериозна травма на коляното, която го лишила от възможността да се придвижва нормално по ринга и да отбягва ударите
Поредното завръщането на професионалния ринг се състояло на 11 юни 2005 г. Противник на Тайсън бил тежкокогабаритният ирландец Кевин Макбрайд (198 cm; 122 kg), който нямал в актива си победа над по-сериозен противник и бил считан за слаб боксьор. Но дори и той се оказал непреодолимо препятствие за 38-годишния екс-шампион. В шестия рунд Макбрайд се възползвал от видимата умора на Тайсън, приел борбата отблизо и нанесъл серия силни удари. Американецът прибегнал до мръсен бокс, заради което бил наказан с две точки за умишлен удар с глава, който наранил във веждата ирландеца. Малко по-късно той получил ново предупреждение за задържане на ръката на Макбрайд. В края на рунда Тайсън паднал на колене. Веднага след това се изправил, отишъл в ъгъла си и решил да се откаже от мача, казвайки, че се боксира, за да плати дълговете и повече не желае да се бие. В последвалото интервю Майк Тайсън заявил, че не желае повече да позори любимия си спорт, като губи от безлични съперници като Макбрайд, и затова се оттегля от бокса. Впрочем дали това решение е окончателно ще покаже единствено времето.

## Хронология на някои събития
1978 – арестуван след опит да открадне портфейл. На 12 години е изпратен в изправителното училище „Трайън“.
6 март 1985 – нокаутира в първия рунд Хектор Мерцедес при професионалния си дебют.
22 ноември 1986 – нокаутира Тревор Бербик във 2-рия рунд, печели световната титла при свръхтежките, версия WBC (Световен боксов съвет). 20-годишният Майк става най-младият шампион в историята.
3 март 1987 – побеждава Джеймс „Костотрошача“ Смит в Лас Вегас и печели титлата във версия WBA (Световна боксова асоциация).
21 юни 1987 – налита да целува жена на паркинг, напада и удря мъж. Плаща $105 хил., за да бъде освободен.
1 август 1987 – бие Тони Тъкър и защитава титлите си в WBA и WBC, печели короната във версия IBF (Международна боксова федерация).
9 февруари 1988 – актрисата Робин Гивънс и Тайсън вдигат сватба в Ню Йорк.
23 август 1988 – чупи дясната си ръка в уличен бой в 4 ч сутринта в Харлем.
30 септември 1988 – в интервю за национална телевизия Гивънс споделя, че Тайсън е депресиран маниак. „Страхувам се от него“, казва красавицата. Майк седи хрисим до нея.
2 октомври 1988 – полицаи нахлуват в къщата на Тайсън. Боксьорът чупи и изхвърля покъщнина, кара Гивънс и нейната майка да се изнесат.
7 октомври 1988 – Гивънс иска развод.
14 февруари 1989 – Тайсън и Робин се развеждат в Доминиканската република.
11 февруари 1990 – Джеймс „Бъстър“ Дъглас нокаутира Динозавъра в 10-ия рунд.
18 юли 1991 – Тайсън среща Дезире Уошингтън на репетиция за конкурс по красота.
9 септември 1991 – жури разследва Железния Майк, който е обвинен в изнасилване и още три престъпления. Два дни по-късно той е задържан и освободен срещу $30 хил. гаранция.
Януари-март 1992 – признат е за виновен по обвинението в изнасилване и осъден на 10 години затвор. Излежава 4.
19 август 1995 – Динозавъра се завръща! Питър Макнийли е нокаутиран за 89 секунди във Вегас.
16 март 1996 – нокаутира Франк Бруно в 3-тия рунд в Лас Вегас и печели титлата, версия WBC.
9 ноември 1996 – Ивендър Холифийлд спира Тайсън за титлата, версия WBA.
Април, 1997 – жени се за Моника Търнър.
28 юни 1997 – дисквалифициран в 3-тия рунд на боя с Холифийлд, след като отхапва парче от ухото му. Тайсън твърди, че е ударен с глава. Има кървяща аркада.
9 юли 1997 – комисия на щата Невада отнема с 5 – 0 гласа боксовия му лиценз. Глобяват го $3 млн.
5 март 1998 – съди за $100 млн. Дон Кинг.
31 август 1998 – замесен е в пътен инцидент. Напада двама шофьори.
19 октомври 1998 – комисията в Невада връща лиценза на Тайсън с 4 – 1 гласа.
16 януари 1999 – нокаутира Франсоа Бота в последната секунда на 5-ия рунд. Майк се връща на ринга след 19-месечна пауза.
5 февруари 1999 – съден за побой над двама мотористи.
24 май 1999 – освобождават го от затвора в Мериленд, където лежи 3,5 месеца.
23 август 2000 – Тайсън е глобен $187 хил. от Британския боксов борд за лошо поведение.
18 януари 2002 – съпругата му Моника иска развод, Тайсън също.
22 януари 2002 – един от бодигардовете на Ленъкс Люис отнася здрав тупаник, след като блъска Майк. Ленъкс се намесва и удря Тайсън. Става неописуемо меле.
29 януари 2002 – комисията в Невада не връща лиценза на Майк заради мелето с Люис.
25 март 2002 – Мемфис е избран за домакин на боя Тайсън-Люис. Продадени са билети за $23 млн.
8 юни 2002 – Ленъкс Люис нокаутира Железния Майк в 8-ия рунд.
21 юли 2003 – арестуван за побой над двама мъже пред хотел в Бруклин.
26 февруари 2004 – връща се в затвора.
30 юли 2004 – губи от неизвестния Дани Уилямс в 4-тия рунд.
11 юни 2005 – край на ерата „Майк Тайсън“.

## Успехи
- Световен шампион на WBC в тежка категория (1986 – 90, 1996)
- Световен шампион на WBA в тежка категория (1986 – 90, 1996)
- Световен шампион на IBF в тежка категория (1987 – 90)

## Професионални срещи
| 59 мача, 50 Победи (44 нокаута), 7 Загуби, 0 Равни, 2 анулирани мача |        |                     |     |         |       |            |                                 |                                                          |
| #                                                                    | Рекорд | Опонент             | Тип | Рунд    | Време | Дата       | Място                           | Бележка                                                  |
| Губи                                                                 | 50-7-2 | Джейк Пол           | UD  | 8       | -     | 2024-15-11 | AT&T Stadium, Арлингтън, Тексас |                                                          |
| Губи                                                                 | 50-6-2 | Кевин Макбрайд      | TKO | 6 (10)  | 3:00  | 2005-06-11 | Вашингтон, Окръг Колумбия       |                                                          |
| Губи                                                                 | 50-5-2 | Дани Уилямс         | KO  | 4 (10)  | 2:51  | 2004-07-30 | Луисвил, Кентъки                |                                                          |
| Печели                                                               | 50-4-2 | Клифърд Етиен       | KO  | 1 (10)  | 0:49  | 2003-02-22 | Мемфис, Тенеси                  |                                                          |
| Губи                                                                 | 49-4-2 | Ленъкс Люис         | KO  | 8 (12)  | 2:25  | 2002-06-08 | Мемфис, Тенеси                  | За WBC, WBA, IBF титла в тежка                           |
| Печели                                                               | 49-3-2 | Брайън Нилсън       | RTD | 7 (10)  | 3:00  | 2001-10-13 | Копенхаген, Дания               |                                                          |
| А/М                                                                  | 48-3-2 | Андрю Голота        | RTD | 3 (10)  | 3:00  | 2000-10-20 | Обърн Хилс, Мичиган             | Тайсън дава положителна допинг проба (кокаин)            |
| Печели                                                               | 48-3-1 | Лу Саварес          | TKO | 1 (10)  | 0:38  | 2000-06-24 | Глазгоу, Шотландия              |                                                          |
| Печели                                                               | 47-3-1 | Джулиус Франсис     | TKO | 2 (10)  | 1:03  | 2000-01-29 | Манчестър, Англия               |                                                          |
| А/М                                                                  | 46-3-1 | Орлин Норис         | А/М | 1 (10)  | 3:00  | 1999-10-23 | Лас Вегас, Невада               |                                                          |
| Печели                                                               | 46 – 3 | Франсоа Бота        | KO  | 5 (10)  | 2:59  | 1999-01-16 | Лас Вегас, Невада               |                                                          |
| Губи                                                                 | 45 – 3 | Ивендър Холифийлд   | DQ  | 3 (12)  | 3:00  | 1997-06-28 | Лас Вегас, Невада               | За WBA титла в тежка Тайсън е дисквалифициран            |
| Губи                                                                 | 45 – 2 | Ивендър Холифийлд   | ТКО | 11 (12) | 0:37  | 1996-11-09 | Лас Вегас, Невада               | Губи WBA титла в тежка                                   |
| Печели                                                               | 45 – 1 | Брус Селдън         | ТКО | 1 (12)  | 1:49  | 1996-09-07 | Лас Вегас, Невада               | Печели WBA титла в тежка                                 |
| Печели                                                               | 44 – 1 | Франк Бруно         | ТКО | 3 (12)  | 0:50  | 1996-03-16 | Лас Вегас, Невада               | Печели WBC титла в тежка                                 |
| Печели                                                               | 43 – 1 | Бъстър Матис младши | KO  | 3 (12)  | 2:32  | 1995-12-16 | Филаделфия, Пенсилвания         |                                                          |
| Печели                                                               | 42 – 1 | Питър Макнийли      | DQ  | 1 (10)  | 1:29  | 1995-08-19 | Лас Вегас, Невада               | Макнийли е дисквалифициран                               |
| Печели                                                               | 41 – 1 | Доновън Ръдок       | UD  | 12      | -     | 1991-06-28 | Лас Вегас, Невада               |                                                          |
| Печели                                                               | 40 – 1 | Доновън Ръдок       | TKO | 7 (12)  | 2:22  | 1991-03-18 | Лас Вегас, Невада               |                                                          |
| Печели                                                               | 39 – 1 | Алекс Стюърд        | TKO | 1 (10)  | 2:27  | 1990-12-08 | Атлантик Сити, Ню Джърси        |                                                          |
| Печели                                                               | 38 – 1 | Хенри Тилмън        | KO  | 1 (10)  | 2:47  | 1990-06-16 | Лас Вегас, Невада               |                                                          |
| Губи                                                                 | 37 – 1 | Бъстър Дъглас       | KO  | 10 (12) | 1:22  | 1990-02-11 | Токио, Япония                   | Губи WBA, WBC, IBF титла в тежка                         |
| Печели                                                               | 37 – 0 | Карл Уилямс         | TKO | 1 (12)  | 1:33  | 1989-07-21 | Атлантик Сити, Ню Джърси        | Защитава WBA, WBC, IBF титла в тежка                     |
| Печели                                                               | 36 – 0 | Франк Бруно         | TKO | 5 (12)  | 2:55  | 1989-02-25 | Лас Вегас, Невада               | Защитава WBA, WBC, IBF титла в тежка                     |
| Печели                                                               | 35 – 0 | Майкъл Спинкс       | KO  | 1 (12)  | 1:31  | 1988-06-27 | Атлантик Сити, Ню Джърси        | Защитава WBA, WBC, IBF титла в тежка                     |
| Печели                                                               | 34 – 0 | Тони Тъбс           | ТКО | 2 (12)  | 2:54  | 1988-03-21 | Токио, Япония                   | Защитава WBA, WBC, IBF титла в тежка                     |
| Печели                                                               | 33 – 0 | Лари Холмс          | KO  | 4 (12)  | 2:55  | 1988-01-22 | Атлантик Сити, Ню Джърси        | Защитава WBA, WBC, IBF титла в тежка                     |
| Печели                                                               | 32 – 0 | Тайръл Бигс         | ТКО | 7 (15)  | 2:59  | 1987-10-16 | Атлантик Сити, Ню Джърси        | Защитава WBA, WBC, IBF титла в тежка                     |
| Печели                                                               | 31 – 0 | Тони Тъкър          | UD  | 12      | -     | 1987-08-01 | Лас Вегас, Невада               | Печели IBF титла в тежка Защитава WBA, WBC титла в тежка |
| Печели                                                               | 30 – 0 | Пинклън Томас       | ТКО | 6 (12)  | 2:00  | 1987-05-30 | Лас Вегас, Невада               | Защитава WBA, WBC титла в тежка                          |
| Печели                                                               | 29 – 0 | Джеймс Смит         | UD  | 12      | -     | 1987-03-07 | Лас Вегас, Невада               | Печели WBA титла в тежка Защитава WBC титла в тежка      |
| Печели                                                               | 28 – 0 | Тревър Барбик       | TKO | 2 (12)  | 2:35  | 1986-11-22 | Лас Вегас, Невада               | Печели WBC титла в тежка                                 |
| Печели                                                               | 27 – 0 | Алфонсо Ратлиф      | ТКО | 2 (10)  | 1:41  | 1986-09-06 | Лас Вегас, Невада               |                                                          |
| Печели                                                               | 26 – 0 | Хосе Рибалта        | ТКО | 10 (10) | 1:37  | 1986-08-17 | Атлантик Сити, Ню Джърси        |                                                          |
| Печели                                                               | 25 – 0 | Марвис Фрейзър      | KO  | 1 (10)  | 0:30  | 1986-07-26 | Ню Йорк, Ню Йорк                |                                                          |
| Печели                                                               | 24 – 0 | Лоренцо Бойд        | KO  | 2 (10)  | 1:43  | 1986-07-11 | Ню Йорк, Ню Йорк                |                                                          |
| Печели                                                               | 23 – 0 | Уилям Хосеа         | KO  | 1 (10)  | 2:03  | 1986-06-28 | Ню Йорк, Ню Йорк                |                                                          |
| Печели                                                               | 22 – 0 | Реджи Грос          | ТКО | 1 (10)  | 2:36  | 1986-06-13 | Ню Йорк, Ню Йорк                |                                                          |
| Печели                                                               | 21 – 0 | Мич Грийн           | UD  | 10      | -     | 1986-05-20 | Ню Йорк, Ню Йорк                |                                                          |
| Печели                                                               | 20 – 0 | Джеймс Тилис        | UD  | 10      | -     | 1986-05-03 | Ню Йорк, Ню Йорк                |                                                          |
| Печели                                                               | 19 – 0 | Стив Зуски          | KO  | 3 (10)  | 2:39  | 1986-03-10 | Ню Йорк, Ню Йорк                |                                                          |
| Печели                                                               | 18 – 0 | Джеси Фъргюсън      | TKO | 6 (10)  | 1:19  | 1986-02-16 | Ню Йорк, Ню Йорк                |                                                          |
| Печели                                                               | 17 – 0 | Майк Джеймсън       | TKO | 5 (8)   | 0:46  | 1986-01-24 | Атлантик Сити, Ню Джърси        |                                                          |
| Печели                                                               | 16 – 0 | Дейвид Джако        | TKO | 1 (10)  | 2:16  | 1986-01-11 | Ню Йорк, Ню Йорк                |                                                          |
| Печели                                                               | 15 – 0 | Марк Йънг           | TKO | 1 (10)  | 0:50  | 1985-12-27 | Ню Йорк, Ню Йорк                |                                                          |
| Печели                                                               | 14 – 0 | Сами Скоф           | TKO | 1 (10)  | 1:19  | 1985-12-06 | Ню Йорк, Ню Йорк                |                                                          |
| Печели                                                               | 13 – 0 | Конрой Нелсън       | TKO | 2 (8)   | 0:30  | 1985-11-22 | Ню Йорк, Ню Йорк                |                                                          |
| Печели                                                               | 12 – 0 | Еди Ричардсън       | KO  | 1 (8)   | 1:17  | 1985-11-13 | Ню Йорк, Ню Йорк                |                                                          |
| Печели                                                               | 11 – 0 | Стърлинг Бенджамин  | TKO | 1 (8)   | 0:54  | 1985-11-01 | Ню Йорк, Ню Йорк                |                                                          |
| Печели                                                               | 10 – 0 | Робърт Колай        | KO  | 1 (8)   | 0:37  | 1985-10-25 | Атлантик Сити, Ню Джърси        |                                                          |
| Печели                                                               | 9 – 0  | Дони Лонг           | TKO | 1 (6)   | 1:28  | 1985-10-09 | Атлантик Сити, Ню Джърси        |                                                          |
| Печели                                                               | 8 – 0  | Майкъл Джонсън      | KO  | 1 (6)   | 0:39  | 1985-09-05 | Атлантик Сити, Ню Джърси        |                                                          |
| Печели                                                               | 7 – 0  | Лоренцо Канади      | KO  | 1 (6)   | 1:05  | 1985-08-15 | Атлантик Сити, Ню Джърси        |                                                          |
| Печели                                                               | 6 – 0  | Лари Симс           | KO  | 3 (6)   | 2:04  | 1985-07-19 | Ню Йорк, Ню Йорк                |                                                          |
| Печели                                                               | 5 – 0  | Джон Алдърсън       | TKO | 2 (6)   | 3:00  | 1985-07-11 | Атлантик Сити, Ню Джърси        |                                                          |
| Печели                                                               | 4 – 0  | Рикардо Спейн       | TKO | 1 (6)   | 0:39  | 1985-06-20 | Атлантик Сити, Ню Джърси        |                                                          |
| Печели                                                               | 3 – 0  | Дон Халпин          | KO  | 4 (4)   | 1:04  | 1985-05-23 | Ню Йорк, Ню Йорк                |                                                          |
| Печели                                                               | 2 – 0  | Трент Сингълтън     | TKO | 1 (4)   | 0:52  | 1985-04-10 | Ню Йорк, Ню Йорк                |                                                          |
| Печели                                                               | 1 – 0  | Хектор Мерседес     | TKO | 1 (4)   | 1:47  | 1985-03-06 | Ню Йорк, Ню Йорк                | Професионален дебют                                      |